# Marrion Roe
Marrion Douglass Roe (Invercargill, 3 aprile 1935 – Whangārei, 29 giugno 2017) è stata una nuotatrice neozelandese.
Specializzata nello stile libero, ha partecipato ai Giochi di Melbourne 1956, gareggiando nei 100m sl e nei 400m sl.